# سالفاتوري بابا
سالفاتوري بابا (بالإيطالية: Salvatore Papa)‏ (27 أبريل 1990 في إيطاليا - ) هو لاعب كرة قدم إيطالي في مركز الوسط. لعب مع ASD Città di Foligno 1928 ‏ وVigor Lamezia ‏ وRende Calcio 1968 ‏ وSantarcangelo Calcio ‏.

## وصلات خارجية
- سالفاتوري بابا على موقع قاعدة بيانات كرة القدم.إي يو (الإنجليزية)
- سالفاتوري بابا على موقع Soccerway.com (الإنجليزية)